# 최소관심종

최소관심종(最小關心種, least-concern species, LC)은 국제 자연 보전 연맹(IUCN)에서 정한 보전 상태 분류 가운데 하나로, 생식 상황은 평가가 이루어졌으나 다른 어떠한 분류에도 속하지 않은 분류이다. 다시 말해, 멸종위기종, 준위협종, (2001년 이전의) 보전조치가 필요한 종에는 해당되지 않는다.
2001년 이후로 이 분류는 IUCN 2001 Categories & Criteria (제 3.1판)에 의거하여 "LC"로 줄여 부르고 있다.

## 평가
2001년부터 이 카테고리는 IUCN 2001 카테고리 및 기준(버전 3.1)에 따라 "LC"라는 약어를 사용했다. 2001년 이전에는 "최소관심"이 "낮은 위험"(Lower Risk) 범주의 하위 범주였으며 코드 "LR/lc" 또는 lc가 할당되었다. IUCN 데이터베이스에 있는 최소관심 분류군(15,636개 중 3,261개)의 약 20%는 여전히 "LR/lc" 코드를 사용하고 있는데, 이는 2000년 이후 재평가되지 않았음을 의미한다.

## 종수
"최소관심"은 IUCN에 의해 적색 목록 카테고리로 간주되지 않지만, 2006 IUCN 적색 목록에서는 여전히 이 카테고리를 15,636 분류군에 할당한다. 이 범주에 나열된 동물 종의 수는 총 14,033종이다. 또한 101개의 동물 아종과 1,500개의 식물 분류군(1,410종, 55개 아종, 35개 변종)이 등록되어 있다. 곰팡이나 원생생물은 분류되지 않지만 IUCN에서는 해당 왕국에서 4종만 평가했다. 인간은 2008년에 공식적으로 관심이 가장 적은 종으로 평가되었다.

## 같이 보기
- 분류:IUCN 적색 목록 최소관심종